# Brian May
Sir Brian Harold May CBE je čuveni gitarist grupe Queen, rođen 19. srpnja 1947. u Velikoj Britaniji. Još kao dječak radi svoju prvu gitaru s ocem, napravljenu od drveta starog kamina. Naziva je Red Special, te s njom izvodi mnogobrojne Queenove hitove kojima daje upečatljiv zvuk. Brianovi rani uzori su bili Cliff Richard i grupa The Shadows, kao i naravno legendarni Jimi Hendrix. Na mnogim Queenovim albumima Brian se pojavljuje kao vodeći vokal na mnogim pjesmama kao "39", "Sail Away Sweet Sister", "Good Company", "Some Day One Day", itd. Potpisuje hitove kao što su "We Will Rock You", "Flash", "Who Wants to Live Forever", "Too Much Love Will Kill You" na kojima također nastupa kao prateći vokal. Nakon razilaska grupe Queen 1991., izlazi nekoliko njegovih albuma koji nikad nisu doživjeli komercijalni uspjeh, kao oni s grupom Queen. 2019. godine izdaje singl New Horizons.
Najboljim od njih može se smatrati onaj iz 1992. pod nazivom "Back to the Light", na kojem se nalazi i hit singl "Driven By You" upotrebljavan u mnogobrojnim reklamama, kao u onoj za vozila marke Ford. Kad su u jednom intervjuu pitali Cliffa Richarda tko bi bio gitarist u njegovu bendu iz snova on je odgovorio Brian May, na što je Brian May vrlo ponosan. Danas Brian i Roger Taylor još nastupaju diljem svjeta pod nazivom Queen + Adam Lambert, gdje ih na vokalu prati bivši član grupa Free i Bad Company  Paul Rodgers. Brian je dobar prijatelj s Axl Roseom i Slashom iz grupe Guns and Roses s kojima je nastupao na turneji 1992. kao gost. Također u dosta prilika nastupao sa Zuccherom i Alice Cooperom, kao i u mnogobrojnim drugim "all star" gitarskim događajima. Pored glazbe, veliki hobi mu je i astronomija, koju je studirao, ali i morao napustiti zbog ogromnih zahtjeva profesionalnog bavljenja glazbom, da bi ipak, 2007.g., dovršio svoj doktorat iz astrofizike. Danas, kad ima nešto više slobodnog vremena, često se susreće i radi s astronomima diljem svijeta.

## Vanjske poveznice
- Službena stranica
- Brian May u internetskoj bazi filmova IMDb-a